# Mercedes-Benz 124
Mercedes-Benz W124 – samochód osobowy klasy średniej-wyższej produkowany przez niemiecki koncern Mercedes-Benz w latach 1984 – 1993. Samochód wytwarzano jeszcze dalej w latach 1993–1997 jako pierwsza generacja klasy E. Najpopularniejszy model marki w historii – łącznie zostało wyprodukowanych 2 583 470 egzemplarzy.

## Historia modelu

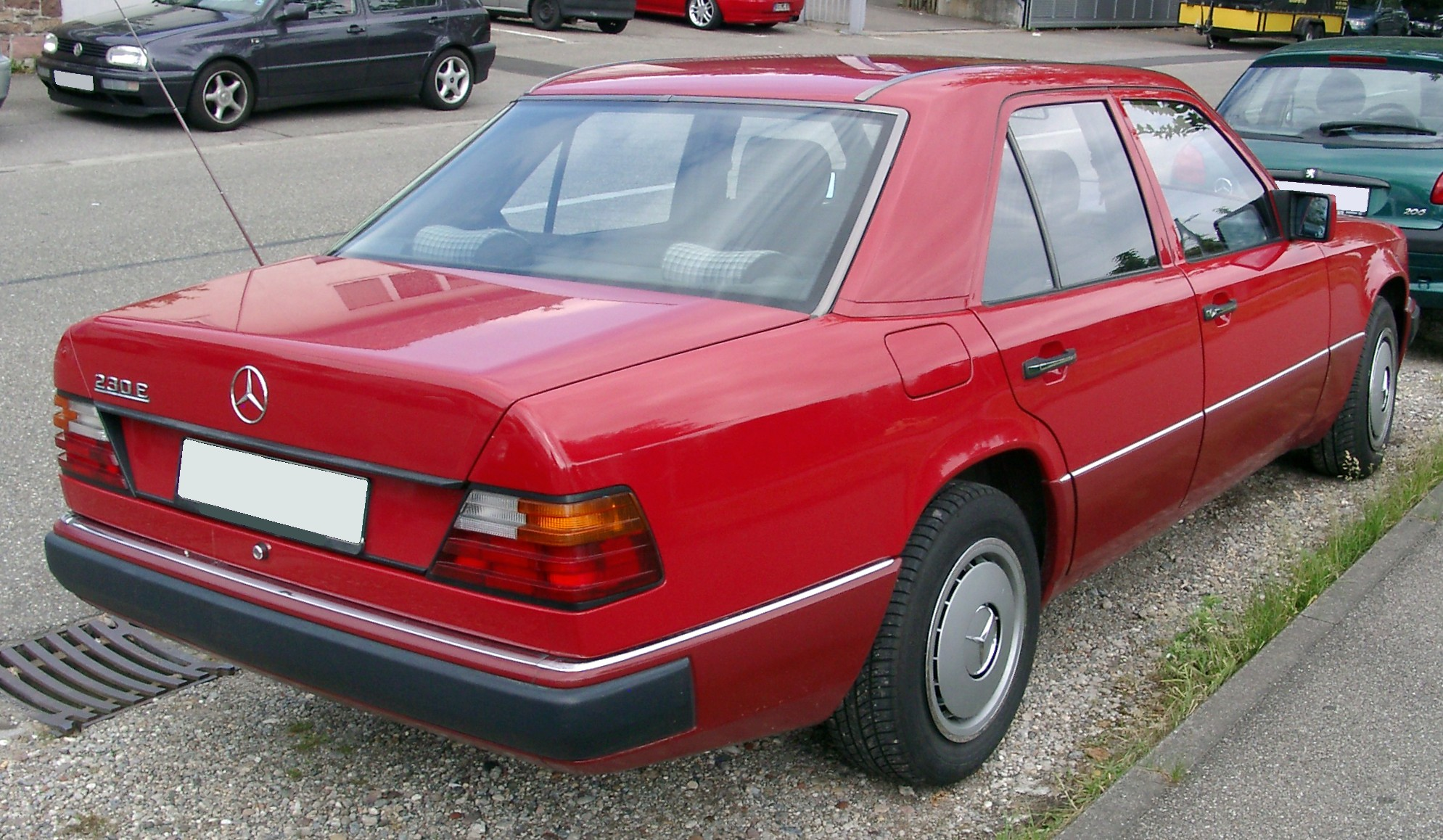
Mercedes-Benz 230E (W124) – tył

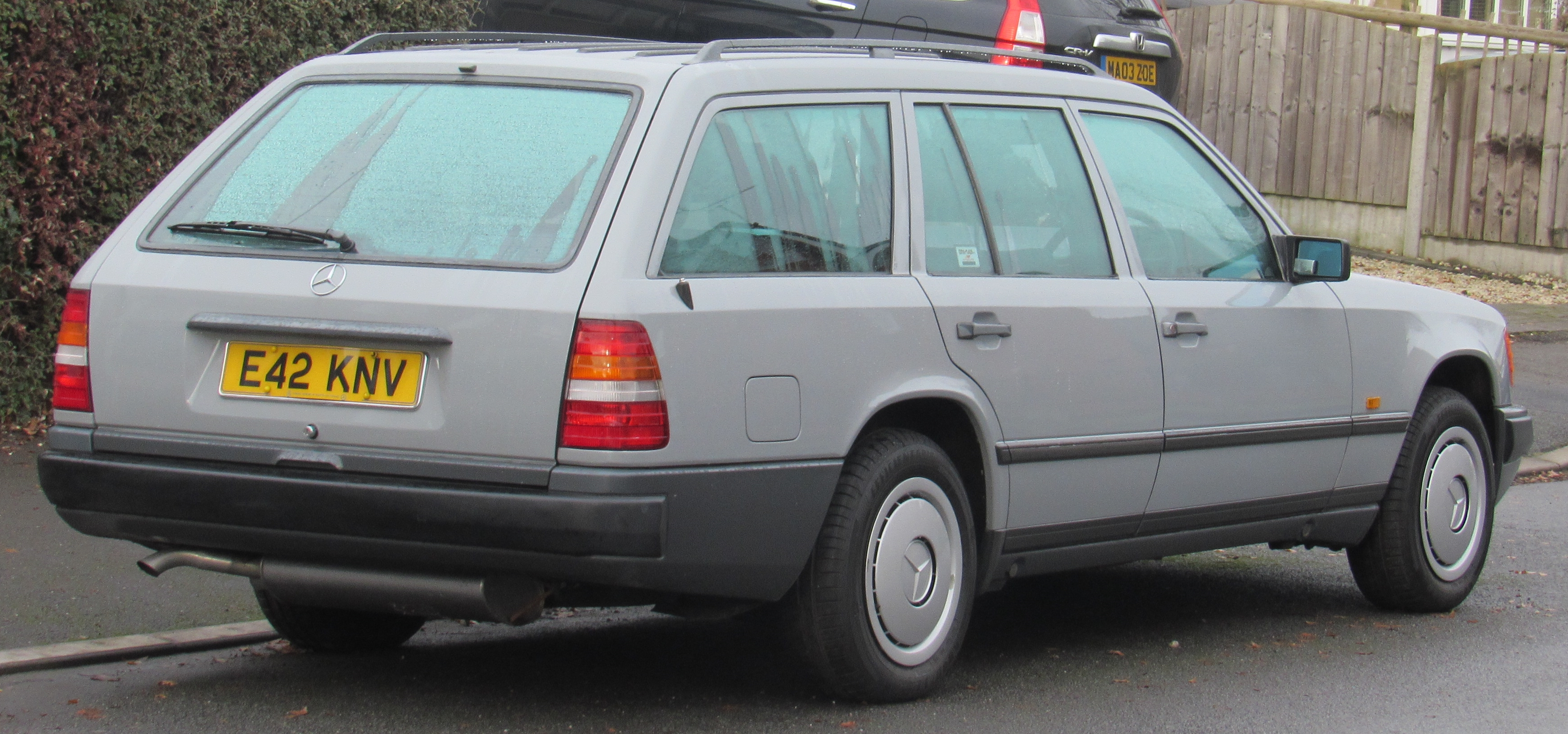
Mercedes-Benz 200TE Kombi (S124)

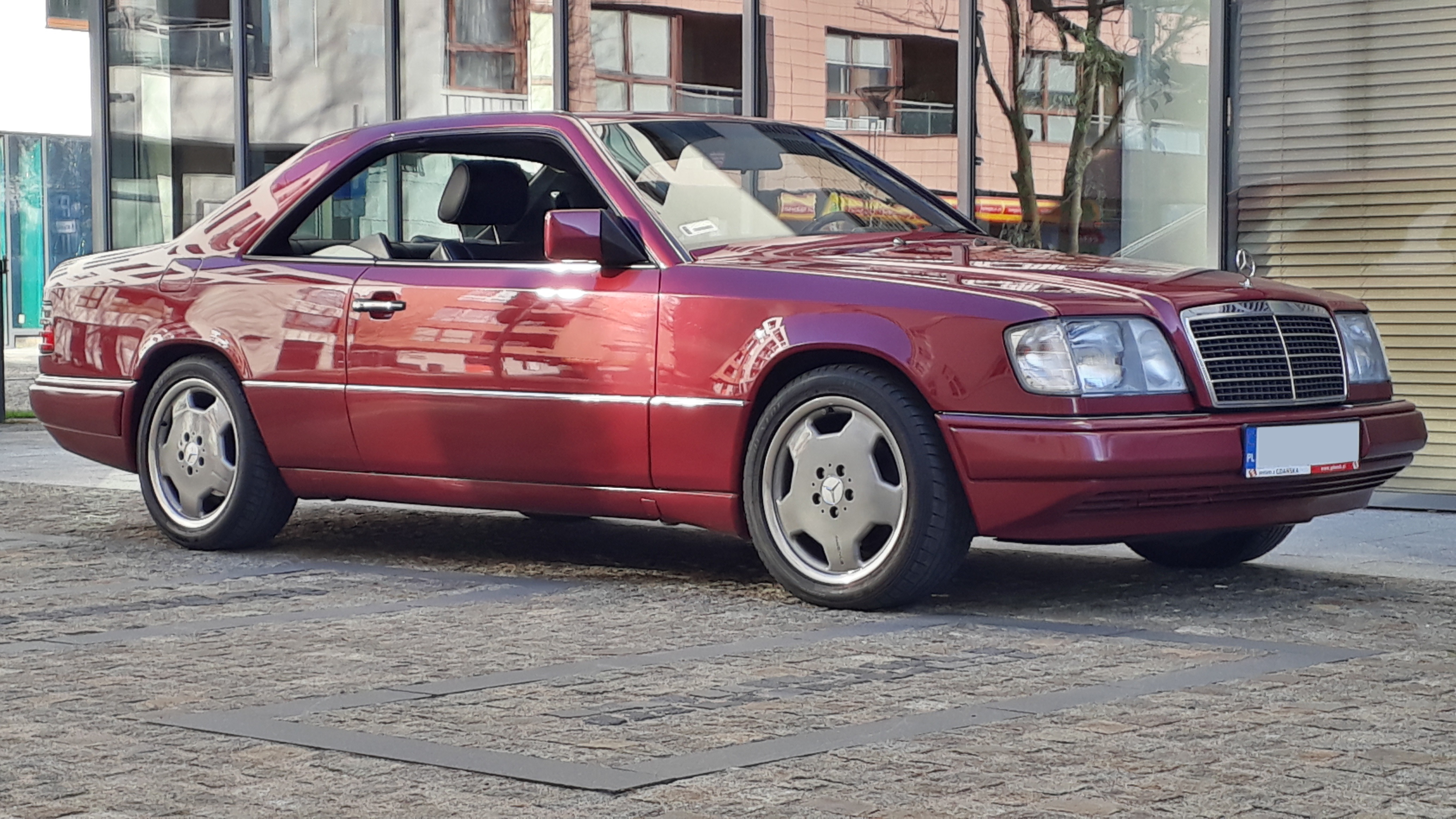
Mercedes-Benz E320 Coupe (C124)

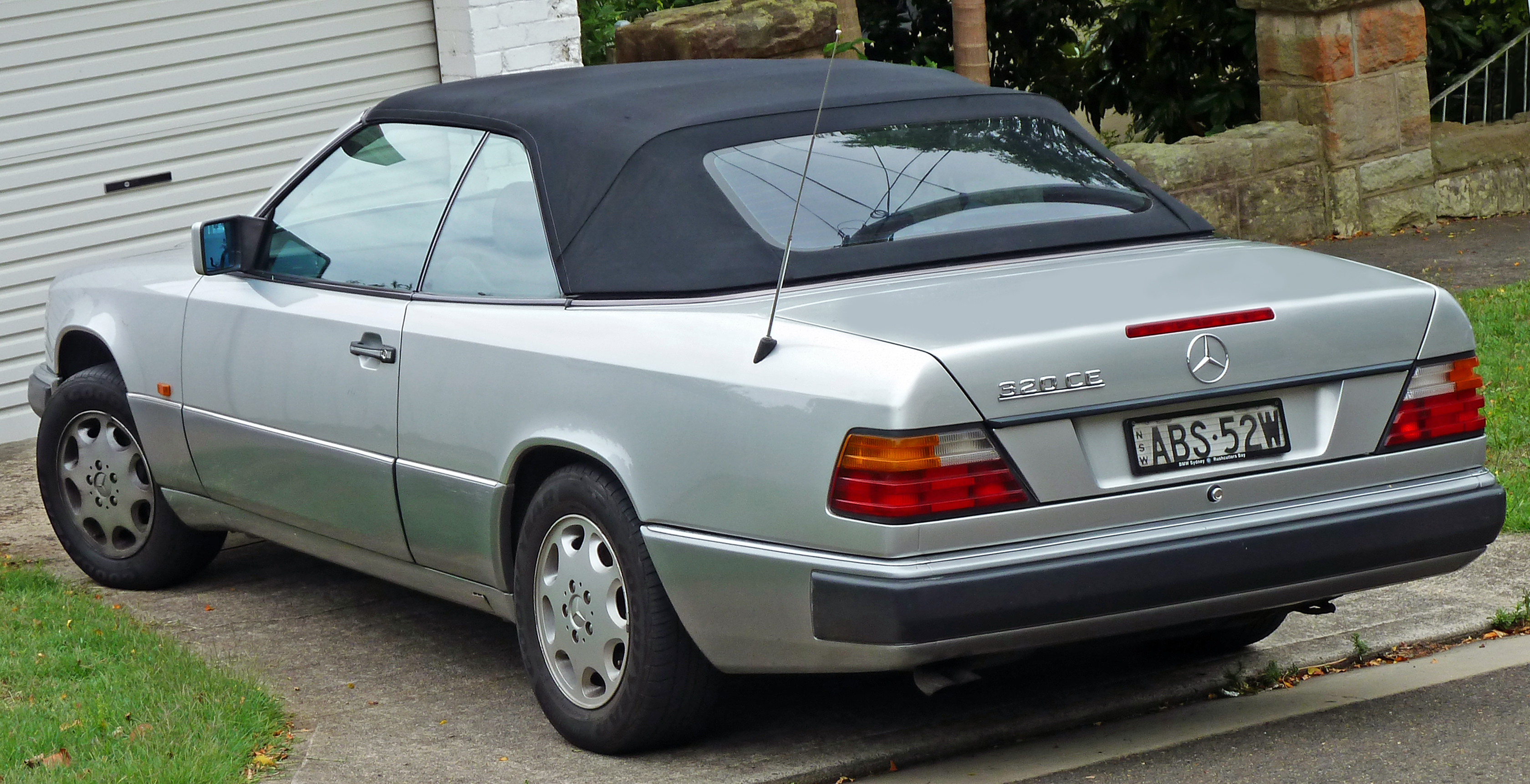
Mercedes-Benz 320CE Cabriolet (A124)

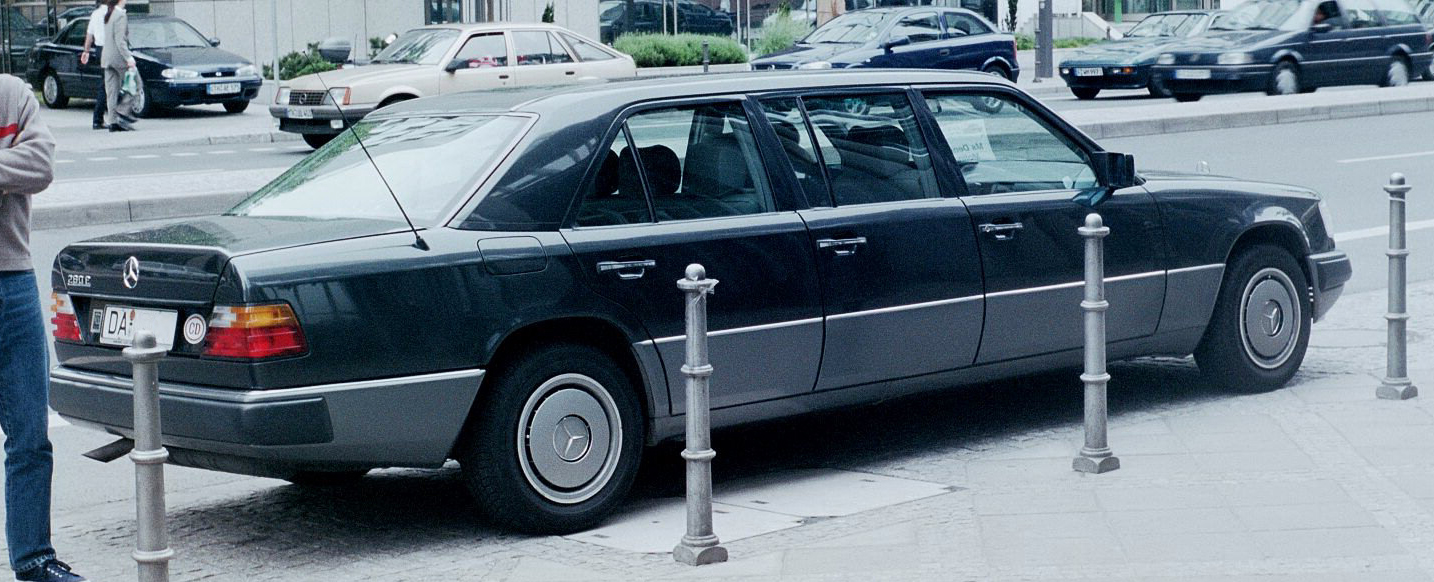
Mercedes-Benz 260E Limousine(V124)

Samochód przedstawiono w 1984 roku jako następca Mercedesa W123 pod kodem fabrycznym W124, który nie był oficjalną nazwą. Przez lata wytwarzano go w pięciu wersjach nadwozia: sedan, kombi, coupé, cabrio, limousine, a także jako podwozie pod zabudowę, służące do produkcji karetek pogotowia czy też karawanów pogrzebowych. W plebiscycie na Europejski Samochód Roku 1986 model zajął 3. pozycję (za Fordem Scorpio i Lancią Y10).
Mercedes klasy średniej wyższej wyposażany był w wiele jednostek napędowych benzynowych, jak i diesli (200D R4 8V, 250D(T) R5 10V, 300D(T) R6 12V, E250D R5 20V, E300D R6 24V, 200 R4 8V, 200E R4 8V, 200E/E200 R4 16V, 220E/E220 R4 16V, 230E R4 8V, 260E R6 12V, 280E/E280 R6 24V, 300E R6 12V, 300E-24 R6 24V, 320E/E320 R6 24V, E36 AMG R6 24V, 400E/E420 V8 32V, 500E/E500 V8 32V, E60 AMG V8 32V). Auto posiadało również szeroką gamę nadwozi. W lipcu 1993 roku zmieniono oznaczenia (np. z 200E na E200 lub z 250D na E250 DIESEL), przy czym litera E nie oznaczała już wtrysku benzyny (E od niemieckiego Einspritzventil), a przynależność do klasy E. Auto przeszło w tym czasie drobny facelifting (przednie: reflektory, kierunkowskazy i maska, oba zderzaki oraz tylne: lampy i klapa bagażnika, z wyjątkiem wersji kombi). Nieco wcześniej (w październiku 1992) podwyższono także standard wyposażenia o airbag kierowcy oraz regulowane elektrycznie lewe lusterko (równolegle z rezygnacją w silnikach benzynowych z wtrysku mechanicznego na rzecz elektronicznego). Oferował dość bogate wyposażenie szczególnie pod koniec produkcji. Prawie wszystkie modele były wyposażone w klimatyzację (rzadziej klimatronic), przynajmniej jedną poduszkę powietrzną, ABS i wiele innych dodatków, do dziś nieobecnych w ofercie niektórych firm samochodowych, jak np. elektryczne podajniki pasów bezpieczeństwa w wersjach coupé i cabrio czy hamulec postojowy zaciągany nogą dla większej wygody. Oferowana wersja cabrio zaprezentowana w 1991 roku bazowała na nadwoziu coupé i miała tak samo pomniejszony rozstaw osi. W latach 1989–1994 produkowano wydłużoną wersję „long” o przedłużonym rozstawie osi. Samochód wyposażony był w trzy pary drzwi, mieścił 7/8 osób. Wyposażony był w jednostki benzynowe o pojemności 2.6 i 2.8 bądź diesla o pojemności 2.5 (10V i 20V). Podobnie jak poprzednicy tego modelu z rodziny W115 i W123, wykorzystywany był chętnie przez taksówkarzy i firmy zajmujące się transportem osób, cieszył się dużym powodzeniem w krajach arabskich. Ponadto w latach 1986-1995 produkowano modele specjalne o standardowym i powiększonym rozstawie osi, przeznaczone pod dalszą zabudowę (np. pod karetki pogotowia, karawany itd.).
Opcjonalnie do modelu W124 można było zamówić napęd na 4 koła (4Matic od 1987). Za dopłatą montowana była również automatyczna blokada mechanizmu różnicowego tylnej osi (ASD) oraz w późniejszych rocznikach system kontroli trakcji (ASR). Model W124 był także jednym z najbardziej niezawodnych aut jakie powstawały w tamtym okresie (i w historii motoryzacji, obok innych Mercedesów, jak np. W116, W126, W114/115, W123 i W201), oprócz tego był także jednym z najbardziej komfortowych. Skomplikowane tylne zawieszenie (wielowahaczowe – opracowano je w 1983 roku dla modelu W201, było ono jednak tak dobre, że zaadaptowano je do większego modelu W124, a potem do modelu W210) nastawione było raczej miękko, co skutecznie tłumiło wszelkie niedostatki nawierzchni, jednak nie zapewniało sportowych właściwości jezdnych.
W 1989 roku, podczas wrześniowego salonu we Frankfurcie, Mercedes-Benz zaprezentował zmodernizowany typoszereg 124. Zmiany obejmowały: 
- zmianę bocznych wąskich listw ozdobnych na tzw. "szeroką listwę", wprowadzoną wcześniej w coupé, zderzaki i obudowy lusterek lakierowane,
- zmianę koloru ramek za szkłami reflektorów przednich z ciemnych na jasne,
- klamki zewnętrzne z chromowanym paskiem
- nowe wzory tapicerek oraz zmodernizowana konstrukcja siedzeń,
- ozdobne wstawki drewniane w konsoli środkowej oraz tapicerkach drzwi,
- nowe kształty kierownic,
- kosmetyczne zmiany detali wnętrza, zmiany w instalacji elektrycznej pojazdu, nowe opcjonalne wyposażenie,
- do oferty dołączył wariant z wydłużonym o 80 cm rozstawem osi (do 360 cm) i trzema parami drzwi. Opracowano go we współpracy z firmą Binz, która odpowiadała zresztą za produkcję przedłużanej karoserii.

Model 500E stworzony w 1990 roku, w kooperacji z Porsche, był próbą stworzenia konkurencji dla BMW M5 E34 i również skutecznie spełnił pokładane w nim nadzieje oferując lepszy komfort jazdy. W 1995 roku produkcja czterodrzwiowej limuzyny została przerwana i zastąpił go model W210 klasy E (tzw. okularnik), który nie miał już tak dobrej opinii jak jego poprzednik, głównie ze względu na problemy z korozją. Modele W124 kombi i coupé były produkowane rok dłużej tzn. do 1996, a cabrio do 1997. W124 krytykowany był za ubogie wyposażenie seryjne na początku produkcji oraz za pojedynczą wycieraczkę szyby przedniej, która miała być mało efektywna.

### Modernizacja i zmiana nazwy

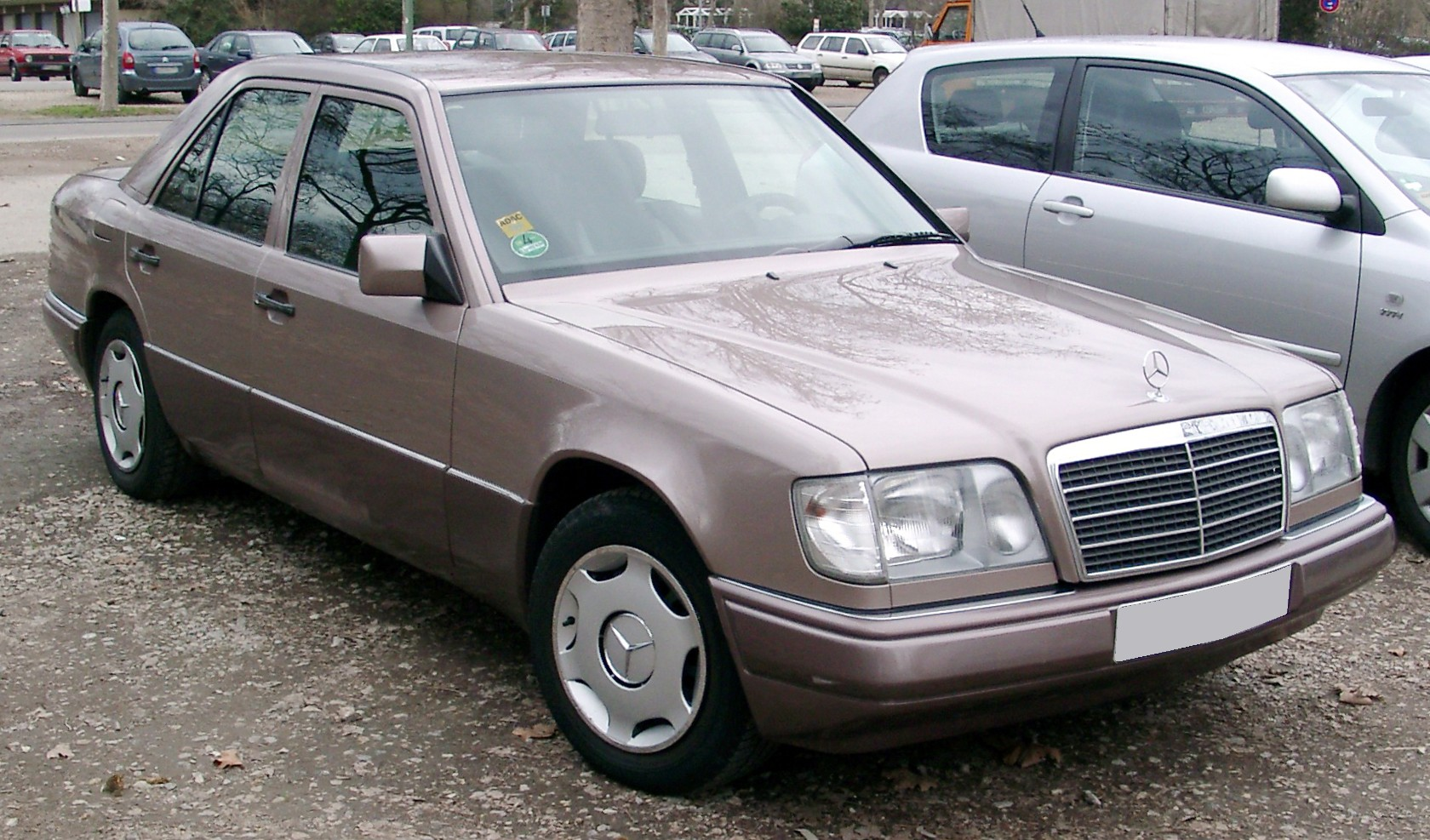
Mercedes-Benz klasy E I

W 1993 roku Mercedes przeprowadził drobną modernizację modeli serii 124 – zaokrąglono górny róg reflektorów, zmieniono kolor wkładów tylnych lamp i wprowadzono biały kolor przednich kierunkowskazów. Przy okazji tejże zmiany, w ramach porządków w nazewnictwie, modele serii 124 przemianowano na klasę E, plasując się między mniejszą klasą C i większą klasą S. Pod tą postacią samochód produkowano jeszcze kolejne 4 lata, do 1997 roku. Nosił on ten sam kod fabryczny – W124.

### Liczby wyprodukowanych egzemplarzy
- wersja sedan: 2 058 777 sztuk;
- wersja kombi: 340 503 sztuki;
- wersja coupe: 141 498 sztuk;
- wersja cabrio: 33 952 sztuki;
- wersja limousine "Pullman": 2 345 sztuk;
- wersja podwozia pod zabudowę (niem. Fahrgestell): 6 398 sztuk.

## Dane techniczne

### Silniki
Paleta silników w Mercedesie W124 była bogata, począwszy od 2-litrowych czterocylindrowych silników Diesla aż po duże jednostki benzynowe V8 (a nawet V12). Istnieją 3 egzemplarze W124 z silnikiem V12 firmy VATH o pojemności 7.2 i mocy 510 KM. Mocniejszy od niego jest tylko egzemplarz przerobiony przez niemieckiego Brabusa – model E V12 7.3 o mocy 530 KM jest najmocniejszym W124 w historii. Żaden z ówczesnych konkurencyjnych producentów nie miał w ofercie tak potężnego silnika, gwarantującego takie osiągi. Jednak wersje te produkowano w małych seriach, a zmiany w jednostkach napędowych szły tak daleko, że podobieństwo z produktem fabrycznym było tylko optyczne.
| Oznaczenie Mercedes-Benz W124                          | Silnik Pojemność skok.  | Silnik Oznaczenie | Skrzynia biegów      | Moc maks. KM (kW) przy obr./min | Maks. moment obrotowy przy obr./min | Masa własna | 0-100 km/h | V-max              |
| ------------------------------------------------------ | ----------------------- | ----------------- | -------------------- | ------------------------------- | ----------------------------------- | ----------- | ---------- | ------------------ |
| 1985–1993 (200 – 500E / 200D – 300D)                   |                         |                   |                      |                                 |                                     |             |            |                    |
| Silniki benzynowe                                      |                         |                   |                      |                                 |                                     |             |            |                    |
| 200                                                    | R4-8v / 1996 cm³        | M102              | 4/5-biegowa manualna | 105 KM (77 kW) przy 5500        | 158 N·m przy 3500                   | 1320 kg     | 13,0 s     | 185 km/h           |
| 200 aut.                                               | R4-8v / 1996 cm³        | M102              | 4-biegowa automat.   | 105 KM (77 kW) przy 5500        | 158 N·m przy 3500                   | 1320 kg     | 13,5 s     | 180 km/h           |
| 200E                                                   | R4-8v / 1996 cm³        | M102              | 4/5-biegowa manualna | 118 KM (87 kW) przy 5200        | 172 N·m przy 3500                   | 1340 kg     | 12,0 s     | 193 km/h           |
| 200E aut.                                              | R4-8v / 1996 cm³        | M102              | 4-biegowa automat.   | 118 KM (87 kW) przy 5200        | 172 N·m przy 3500                   | 1350 kg     | 12,3 s     | 190 km/h           |
| 200E(16v)                                              | R4-16v / 1998 cm³       | M111              | 5-biegowa manualna   | 136 KM (100 kW) przy 5500       | 190 N·m przy 4000                   | 1350 kg     | 11,0 s     | 200 km/h           |
| 200E(16v) aut.                                         | R4-16v / 1996 cm³       | M111              | 4-biegowa automat.   | 136 KM (100 kW) przy 5500       | 190 N·m przy 4000                   | 1360 kg     | 11,5 s     | 198 km/h           |
| 220E                                                   | R4-16v / 2199 cm³       | M111              | 5-biegowa manualna   | 150 KM (110 kW) przy 5500       | 210 N·m przy 4000                   | 1370 kg     | 10,3 s     | 210 km/h           |
| 220E aut.                                              | R4-16v / 2199 cm³       | M111              | 4/biegowa automat.   | 150 KM (110 kW) przy 5500       | 210 N·m przy 4000                   | 1380 kg     | 10,5 s     | 205 km/h           |
| 230E                                                   | R4-8v / 2285 cm³        | M102              | 4/5-biegowa manualna | 132 KM (98 kW) przy 5100        | 198 N·m przy 3500                   | 1360 kg     | 10,8 s     | 202 km/h           |
| 230E aut.                                              | R4-8v / 2298 cm³        | M102              | 4-biegowa automat.   | 132 KM (98 kW) przy 5100        | 198 N·m przy 3500                   | 1370 kg     | 11,0 s     | 200 km/h           |
| 260E                                                   | R6-12v / 2597 cm³       | M103              | 5-biegowa manualna   | 160 KM (118 kW) przy 5800       | 220 N·m przy 4600                   | 1370 kg     | 9,8 s      | 215 km/h           |
| 260E aut.                                              | R6-12v / 2597 cm³       | M103              | 4-biegowa automat.   | 160 KM (118 kW) przy 5800       | 220 N·m przy 4600                   | 1370 kg     | 9,9 s      | 210 km/h           |
| 260E 4matic aut.                                       | R6-12v / 2597 cm³       | M103              | 4-biegowa automat.   | 160 KM (118 kW) przy 5800       | 220 N·m przy 4600                   | 1510 kg     | 10,8 s     | 207 km/h           |
| 280E                                                   | R6-24v / 2799 cm³       | M104              | 5-biegowa manualna   | 197 KM (145 kW) przy 5500       | 270 N·m przy 3750                   | 1490 kg     | 8,9 s      | 230 km/h           |
| 280E aut.                                              | R6-24v / 2799 cm³       | M104              | 4/5-biegowa automat. | 197 KM (145 kW) przy 5500       | 270 N·m przy 3750                   | 1500 kg     | 9,1 s      | 228 km/h           |
| 300E                                                   | R6-12v / 2960 cm³       | M103              | 5-biegowa manualna.  | 180 KM (132 kW) przy 5700       | 255 N·m przy 4400                   | 1420 kg     | 8,8 s      | 225 km/h           |
| 300E aut.                                              | R6-12v / 2960 cm³       | M103              | 4-biegowa automat.   | 180 KM (132 kW) przy 5700       | 255 N·m przy 4400                   | 1430 kg     | 8,9 s      | 220 km/h           |
| 300E 4Matic aut.                                       | R6-12v / 2960 cm³       | M103              | 4-biegowa automat.   | 180 KM (132 kW) przy 5700       | 255 N·m przy 4400                   | 1540 kg     | 9,1 s      | 217 km/h           |
| 300 E24                                                | R6-24v / 2960 cm³       | M104              | 5-biegowa manualna   | 220 KM (162 kW) przy 6400       | 265 N·m przy 4600                   | 1480 kg     | 7,9 s      | 237 km/h           |
| 300 E24 aut.                                           | R6-24v / 2960 cm³       | M104              | 4/5-biegowa automat. | 220 KM (162 kW) przy 6400       | 265 N·m przy 4600                   | 1500 kg     | <8,0 s     | 235 km/h           |
| E34 AMG                                                | R6-24v / 3406 cm³       | M104              | 4-biegowa automat.   | 252 KM (185 kW) przy 5600       | 350 N·m przy 4000                   | 1500 kg     | 7,5 s      | 240 km/h           |
| 320E                                                   | R6-24v / 3199 cm³       | M104              | 5-biegowa manualna   | 220 KM (162 kW) przy 5500       | 310 N·m przy 3750                   | 1490 kg     | 8,0 s      | 235 km/h           |
| 320E aut.                                              | R6-24v / 3199 cm³       | M104              | 4/5-biegowa automat. | 220 KM (162 kW) przy 5500       | 310 N·m przy 3750                   | 1500 kg     | 8,3 s      | 230 km/h           |
| 400E aut.                                              | V8-32v / 4196 cm³       | M119              | 4-biegowa automat.   | 279 KM (205 kW) przy 5700       | 400 N·m przy 3900                   | 1600 kg     | 6,7 s      | 250 km/h           |
| 500E aut.                                              | V8-32v / 4973 cm³       | M119              | 4-biegowa automat.   | 326 KM (240 kW) przy 5700       | 480 N·m przy 3900                   | 1700 kg     | 6,0 s      | *250 km/h 263km/h  |
| 300E AMG Hammer                                        | V8-32v / 5547 cm³       | M117              | 4-biegowa automat.   | 360 KM (265 kW) przy 5500       | 520 N·m przy 4000                   | 1650 kg     | 5,7 s      | 303 km/h           |
| 300E AMG Hammer                                        | V8-32v / 5953 cm³       | M117              | 4-biegowa automat.   | 385 KM (287 kW) przy 5500       | 566 N·m przy 4000                   | 1650 kg     | 5,4 s      | 305 km/h           |
| Silniki wysokoprężne                                   |                         |                   |                      |                                 |                                     |             |            |                    |
| 200D                                                   | R4-8v / 1997 cm³        | OM601             | 4/5-biegowa manualna | 75 KM (55 kW) przy 4600         | 126 N·m przy 2700-3550              | 1330 kg     | 18,5 s     | 160 km/h           |
| 200D aut.                                              | R4-8v / 1997 cm³        | OM601             | 4-biegowa automat.   | 75 KM (55 kW) przy 4600         | 126 N·m przy 2700-3550              | 1350 kg     | 19,5 s     | 155 km/h           |
| 250D                                                   | R5-10v / 2497 cm³       | OM602             | 5-biegowa manualna   | 90 KM (66 kW) przy 4600         | 158 N·m przy 2600-3100              | 1390 kg     | 16,5 s     | 175 km/h           |
| 250D aut.                                              | R5-10v / 2497 cm³       | OM602             | 4-biegowa automat.   | 90 KM (66 kW) przy 4600         | 158 N·m przy 2600-3100              | 1400 kg     | 17,0 s     | 170 km/h           |
| 250D Turbo                                             | R5 Turbo-10v / 2497 cm³ | OM602             | 5-biegowa manualna   | 126 KM (93 kW) przy 4600        | 231 N·m przy 2400                   | 1440 kg     | 12,3 s     | 198 km/h           |
| 250D Turbo aut.                                        | R5 Turbo-10v / 2497 cm³ | OM602             | 4-biegowa automat.   | 126 KM (93 kW) przy 4600        | 231 N·m przy 2400                   | 1450 kg     | 12,5 s     | 195 km/h           |
| 300D                                                   | R6-12v / 2996 cm³       | OM603             | 5-biegowa manualna   | 110 KM (81 kW) przy 4600        | 191 N·m przy 2800-3050              | 1440 kg     | 13,7 s     | 190 km/h           |
| 300D aut.                                              | R6-12v / 2996 cm³       | OM603             | 4-biegowa automat.   | 110 KM (81 kW) przy 4600        | 191 N·m przy 2800-3050              | 1440 kg     | 14,0 s     | 185 km/h           |
| 300D 4Matic                                            | R6-12v / 2996 cm³       | OM603             | 5-biegowa manualna   | 110 KM (81 kW) przy 4600        | 191 N·m przy 2800-3050              | 1570 kg     | 15,0 s     | 183 km/h           |
| 300D 4Matic aut.                                       | R6-12v / 2996 cm³       | OM603             | 4-biegowa automat.   | 110 KM (81 kW) przy 4600        | 191 N·m przy 2800-3050              | 1570 kg     | 16,0 s     | 178 km/h           |
| 300D Turbo aut.                                        | R6 Turbo-12v / 2996 cm³ | OM603             | 4-biegowa automat.   | 147 KM (108 kW) przy 4600       | 273 N·m przy 2400                   | 1500 kg     | 10,9 s     | 202 km/h           |
| 300D Turbo 4Matic aut.                                 | R6 Turbo-12v / 2996 cm³ | OM603             | 4-biegowa automat.   | 147 KM (108 kW) przy 4600       | 273 N·m przy 2400                   | 1610 kg     | 11,8 s     | 198 km/h           |
| 1993–1997 (E200 – E60 AMG / E200 Diesel – E300 Diesel) |                         |                   |                      |                                 |                                     |             |            |                    |
| Oznaczenie Mercedes-Benz W124 E klasa                  | Silnik Pojemność skok.  | Silnik Oznaczenie | Skrzynia biegów      | Moc maks. KM (kW) przy obr./min | Maks. moment obrotowy przy obr./min | Masa własna | 0-100 km/h | V-max              |
| Silniki benzynowe                                      |                         |                   |                      |                                 |                                     |             |            |                    |
| E200                                                   | R4-16v / 1998 cm³       | M111              | 5-biegowa manualna   | 136 KM (100 kW) przy 5500       | 190 N·m przy 4000                   | 1350 kg     | 11,0 s     | 200 km/h           |
| E200 aut.                                              | R4-16v / 1996 cm³       | M111              | 4-biegowa automat.   | 136 KM (100 kW) przy 5500       | 190 N·m przy 4000                   | 1360 kg     | 11,5 s     | 198 km/h           |
| E220                                                   | R4-16v / 2199 cm³       | M111              | 5-biegowa manualna   | 150 KM (110 kW) przy 5500       | 210 N·m przy 4000                   | 1370 kg     | 10,3 s     | 210 km/h           |
| E220 aut.                                              | R4-16v / 2199 cm³       | M111              | 4/biegowa automat.   | 150 KM (110 kW) przy 5500       | 210 N·m przy 4000                   | 1380 kg     | 10,5 s     | 205 km/h           |
| E280                                                   | R6-24v / 2799 cm³       | M104              | 5-biegowa manualna   | 193 KM (142 kW) przy 5500       | 270 N·m przy 3750                   | 1490 kg     | 8,9 s      | 230 km/h           |
| E280 aut.                                              | R6-24v / 2799 cm³       | M104              | 4/5-biegowa automat. | 193 KM (142 kW) przy 5500       | 270 N·m przy 3750                   | 1500 kg     | 9,1 s      | 228 km/h           |
| E300 4Matic aut.                                       | R6-12v / 2960 cm³       | M104              | 4-biegowa automat.   | 180 KM (132 kW) przy 5700       | 255 N·m przy 4400                   | 1540 kg     | 9,1 s      | 217 km/h           |
| E320                                                   | R6-24v / 3199 cm³       | M104              | 5-biegowa manualna   | 220 KM (162 kW) przy 5500       | 310 N·m przy 3750                   | 1490 kg     | 8,0 s      | 235 km/h           |
| E320 aut.                                              | R6-24v / 3199 cm³       | M104              | 4/5-biegowa automat. | 220 KM (162 kW) przy 5500       | 310 N·m przy 3750                   | 1500 kg     | 8,3 s      | 230 km/h           |
| E36 AMG                                                | R6-24v / 3604 cm³       | M104              | 4-biegowa automat.   | 272 KM (200 kW) przy 5750       | 385 N·m przy 3750-4500              | 1540 kg     | 7,0 s      | 250 km/h           |
| E420                                                   | V8-32v / 4196 cm³       | M119              | 4-biegowa automat.   | 279 KM (205 kW) przy 5700       | 400 N·m przy 3900                   | 1620 kg     | 6,9 s      | 250 km/h           |
| E500                                                   | V8-32v / 4973 cm³       | M119              | 4-biegowa automat.   | 320 KM (235 kW) przy 5500       | 470 N·m przy 3900                   | 1710 kg     | 6,1 s      | *250 km/h 260km/h  |
| E60 AMG                                                | V8-32v / 5956 cm³       | M119              | 4-biegowa automat.   | 381 KM (280 kW) przy 5600       | 470 N·m przy 3900                   | 1710 kg     | 5,4 s      | 250 km/h           |
| E60 Brabus                                             | V8-32v / 5996 cm³       | M119              | 4-biegowa automat.   | 408 KM (300 kW) przy 5700       | 600 N·m przy 3600                   | 1710 kg     | 5,1 s      | *250 km/h 285 km/h |
| E65 Brabus                                             | V8-32v / 6496 cm³       | M119              | 4-biegowa automat.   | 450 KM (335 kW) przy 5500       | 620 N·m przy 4000                   | 1710 kg     | 4,9 s      | *250 km/h 300 km/h |
| Vath V12                                               | V12-48v / 7197 cm³      | M120              | 4-biegowa automat.   | 510 KM przy 6200                | 700 N·m przy 4000                   | 1850 kg     | 4,5 s      | 315 km/h           |
| Brabus V12                                             | V12-48v / 7258 cm³      | M120              | 4-biegowa automat.   | 530 KM przy 6200                | 755 N·m przy 4000                   | 1850 kg     | 4,3 s      | 315 km/h           |
| Silniki wysokoprężne                                   |                         |                   |                      |                                 |                                     |             |            |                    |
| E200D                                                  | R4-8v / 1997 cm³        | OM601             | 4/5-biegowa manualna | 75 KM (55 kW) przy 4600         | 126 N·m przy 2700-3550              | 1330 kg     | 18,5 s     | 160 km/h           |
| E200D aut.                                             | R4-8v / 1997 cm³        | OM601             | 4-biegowa automat.   | 75 KM (55 kW) przy 4600         | 126 N·m przy 2700-3550              | 1350 kg     | 19,5 s     | 155 km/h           |
| E250D                                                  | R5-20v / 2497 cm³       | OM605             | 5-biegowa manualna   | 113 KM (83 kW) przy 5000        | 173 N·m przy 2000-4600              | 1390 kg     | 15,6 s     | 190 km/h           |
| E250D aut.                                             | R5-20v / 2497 cm³       | OM605             | 4-biegowa automat.   | 113 KM (83 kW) przy 5000        | 173 N·m przy 2000-4600              | 1400 kg     | 16,0 s     | 187 km/h           |
| E250D Turbo                                            | R5 Turbo-10v / 2497 cm³ | OM602             | 5-biegowa manualna   | 126 KM (93 kW) przy 4600        | 231 N·m przy 2400                   | 1440 kg     | 12,3 s     | 198 km/h           |
| E250D Turbo aut.                                       | R5 Turbo-10v / 2497 cm³ | OM602             | 4-biegowa automat.   | 126 KM (93 kW) przy 4600        | 231 N·m przy 2400                   | 1450 kg     | 12,5 s     | 195 km/h           |
| E300D                                                  | R6-24v / 2996 cm³       | OM606             | 5-biegowa manualna   | 136 KM (100 kW) przy 5000       | 210 N·m przy 2200-4600              | 1440 kg     | 13,0 s     | 200 km/h           |
| E300D aut.                                             | R6-24v / 2996 cm³       | OM606             | 4-biegowa automat.   | 136 KM (100 kW) przy 5000       | 210 N·m przy 2200-4600              | 1440 kg     | 13,0 s     | 197 km/h           |
| E300D Turbo aut.                                       | R6 Turbo-12v / 2996 cm³ | OM603             | 4-biegowa automat.   | 147 KM (108 kW) przy 4600       | 273 N·m przy 2400                   | 1500 kg     | 10,9 s     | 202 km/h           |
| E300D Turbo 4Matic aut.                                | R6 Turbo-12v / 2996 cm³ | OM603             | 4-biegowa automat.   | 147 KM (108 kW) przy 4600       | 273 N·m przy 2400                   | 1610 kg     | 11,8 s     | 198 km/h           |